# Metasiodes
Metasiodes is een geslacht van vlinders uit de familie van de grasmotten (Crambidae), uit de onderfamilie van de Pyraustinae. De wetenschappelijke naam van dit geslacht is voor het eerst voorgesteld door Edward Meyrick in een publicatie uit 1894.
De soorten van dit geslacht komen in het Oriëntaals gebied voor.

## Soorten
- Metasiodes achromatias Meyrick, 1894
- Metasiodes calliophis Meyrick, 1894
- Metasiodes heliaula Meyrick, 1894
- Metasiodes tholeropa Meyrick, 1894